# 91-й артилерійський полк (Україна)
91-й артилерійський полк (91 АП, в/ч А-0242) колишня військова частина Збройних Сил України.

## Історія
В 1993 році розпочалось формування 91-го артилерійського полку у складі 1-ї аеромобільної дивізії, яка формувалася на базі 98 пдд. 91 артполк був сформований на базі залишків 1065-го артилерійського полку (в/ч 31539) більша частина якого разом з бойовим прапором вибула на територію РФ.